# 마틴 스탬퍼
마틴 스탬퍼(영어: Martin Stamper, 1986년 8월 21일~)는 영국의 태권도 선수, 지도자이다. 2012년 하계 올림픽 남자 페더급에 참가했고 세계 선수권 대회에서 동메달 1개, 유럽 선수권 대회에서 은메달 1개, 동메달 1개를 획득했다.